# Godfrey Cambridge
Godfrey MacArthur Cambridge (New York, 26 febbraio 1933 – Burbank, 29 novembre 1976) è stato un attore statunitense.

## Biografia
Figlio di una coppia di immigrati dalla Guiana britannica, durante gli anni della scuola primaria Godfrey Cambridge fu mandato a  vivere con i suoi nonni a Sydney, in Canada. Quando aveva 13 anni, tornò a New York e frequentò la Flushing High School a Flushing, nel Queens. Nel 1949 intraprese gli studi di medicina presso l'Hofstra College, che lasciò dopo tre anni per perseguire la carriera di attore, mentre si manteneva facendo i più svariati mestieri, tra cui l'autista di taxi e di ambulanza, il giardiniere e l'istruttore di judo.
Ottenne il suo primo ruolo teatrale nel circuito Off-Broadway nella pièce Take a Giant Step, dopodiché debuttò a Broadway nel 1957 nella produzione originale della commedia Nature's Way di Herman Wouk. Affermatosi sul palcoscenico, Cambridge fu premiato con un Obie Award (riconoscimento alle produzioni Off-Broadway) per la sua performance in I negri, atto unico di Jean Genet, e ottenne una candidatura al Tony Award nel 1962 per la sua interpretazione nel musical Purlie, scritto e interpretato da Ossie Davis.
Cambridge apparve sul grande schermo in un breve ruolo non accreditato nel film Addio dottor Abelman! (1959), in cui interpretò un personaggio chiamato "Nobody Home", poi fu coprotagonista nella commedia di fantapolitica La folle impresa del dottor Schaefer (1967), dove interpretò un depresso agente del governo. Fece una breve apparizione in Addio Braverman (1968) di Sidney Lumet, nei panni di un tassista yiddish di New York, coinvolto in un incidente stradale con i protagonisti. Il suo maggiore successo cinematografico fu L'uomo caffelatte (1970), di cui fu protagonista nel ruolo di un uomo bianco e bigotto che si risveglia una mattina, scoprendo che la sua pelle è diventata nera. Nello stesso anno affiancò Ossie Davis nel poliziesco Pupe calde e mafia nera, adattamento di un romanzo di Chester Himes, e apparve nel suo sequel, Come Back, Charleston Blue (1972). Finanziò e produsse Dead is Dead (1970), un film di denuncia sui pericoli derivati dall'abuso di stupefacenti.
Cambridge apparve anche in diversi programmi televisivi, tra cui The Dick Van Dyke Show (1966), e telefilm come Le spie (1966) e Sulle strade della California (1975). Diede un'apprezzata interpretazione nell'episodio Make Me Laugh della serie Mistero in galleria, che fu diretto nel 1971 dal giovane Steven Spielberg. Ebbe grande successo anche come cabarettista e umorista dal pungente sarcasmo, comparendo in tale veste in famosi nightclub e in show televisivi come The Tonight Show.
L'attore morì il 29 novembre 1976, per un attacco cardiaco, all'età di 43 anni, mentre a Burbank, in California, partecipava alle riprese del film televisivo La lunga notte di Entebbe, in cui avrebbe dovuto interpretare il ruolo del dittatore ugandese Idi Amin. È sepolto al Forest Lawn Memorial Park (Hollywood Hills) a Los Angeles.

## Filmografia parziale

### Cinema
- Addio dottor Abelman! (The Last Angry Men), regia di Daniel Mann (1959)
- Un vestito per un cadavere (The Busy Body), regia di William Castle (1967)
- La folle impresa del dottor Schaefer (The President's Analyst), regia di Theodore J. Flicker (1967)
- Addio Braverman (Bye Bye Braverman), regia di Sidney Lumet (1968)
- Colpo grosso alla napoletana (The Biggest Bundle of Them All), regia di Ken Annakin (1968)
- Pupe calde e mafia nera (Cotton Comes to Harlem), regia di Ossie Davis (1970)
- L'uomo caffelatte (Watermelon Man), regia di Melvin Van Peebles (1970)
- Beware! The Blob, regia di Larry Hagman (1972)
- Perdipiù il segugio fannullone (The Biscuit Eater), regia di Vincent McEveety (1972)
- W.H.I.F.F.S. - La guerra esilarante del soldato Frapper (Whiffs), regia di Ted Post (1975)
- Assassinio all'aeroporto (Friday Foster), regia di Arthur Marks (1975)

### Televisione
- The Phil Silvers Show – serie TV, 2 episodi (1957)
- La parola alla difesa (The Defenders) – serie TV, 1 episodio (1961)
- La città in controluce (Naked City) – serie TV, 3 episodi (1960-1962)
- The United States Steel Hour – serie TV, 1 episodio (1962)
- Car 54, Where Are You? – serie TV, 1 episodio (1963)
- Assistente sociale (East Side/West Side) – serie TV, episodio 1x07 (1963)
- Le spie (I Spy) – serie TV, episodio 1x18 (1966)
- The Dick Van Dyke Show – serie TV, 1 episodio (1966)
- Daktari – serie TV, episodio 2x12 (1966)
- ABC Stage 67 – serie TV, 1 episodio (1967)
- I Monkees (The Monkees) – serie TV, 1 episodio (1967)
- The Red Skelton Show – serie TV, 3 episodi (1966-1970)
- Love, American Style – serie TV, 1 episodio (1970)
- Mistero in galleria (Night Gallery) – serie TV, 1 episodio (1971)
- Sulle strade della California (Police Story) – serie TV, 2 episodi (1975)

## Doppiatori italiani
Nelle versioni in italiano dei suoi lavori, Godfrey Cambridge è stato doppiato da:
- Ferruccio Amendola in Colpo grosso alla napoletana
- Massimo Dapporto in Perdipiù il segugio fannullone[3]
- Renzo Palmer in L'uomo caffelatte